# Rhamdia quelen
Rhamdia quelen és una espècie de peix de la família dels heptaptèrids i de l'ordre dels siluriformes.
Poden assolir fins a 47,4 cm de llargària total i els 4.020 g de pes. Es troba des de Mèxic fins al centre de l'Argentina.